# Allochromis
Genre
Allochromis est un genre de poissons téléostéens de l'ordre des Cichliformes et de la famille des Cichlidae.

## Liste d'espèces
Selon ITIS (30 janv. 2016) :
- Allochromis welcommei (Greenwood, 1966)

FishBase (30 janv. 2016) classe cette espèce dans le genre Haplochromis.